# Victor Crumière
Victor Marius Crumière (* 22. November 1895 in Avignon, Département Vaucluse; † 2. Mai 1950 ebenda) war ein französischer Maler und Dekorationskünstler.

## Leben
In sehr jungen Jahren besuchte er die Kurse von Charles Vionnet (1858–1923) und Jules Flour an der École des Beaux-Arts (EBA) in Avignon und erhielt dort zahlreiche Preise. Als Raumausstatter und Innenarchitekt entwarf er Möbel, Dekorationsschilder und Logos nach dem Stil der Art déco. Er interessierte sich für Dekorationsverfahren wie das des falschen Marmors, des falschen Holzes, Patina und Krakelee-Malerei.
Crumière malte gerne die Provence, vollbeleuchtete Landschaften und in Sonnenlicht getauchte Stillleben. Er stellte von 1920 bis 1950 in Avignon aus, alleine oder mit Malergruppen aus der Provence. Von 1927 bis 1936 war er regelmäßig auf dem Salon des Artistes Français in Paris zu sehen und von 1928 bis 1946 in Nîmes. 1950 starb er unerwartet in Avignon und fand dort auf dem Cimetière Saint-Veran seine letzte Ruhestätte.

## Ehrungen
- Die Rue Victor Crumière und der Place Victor Crumière in Avignon wurden ihm zu Ehren benannt.

## Werke

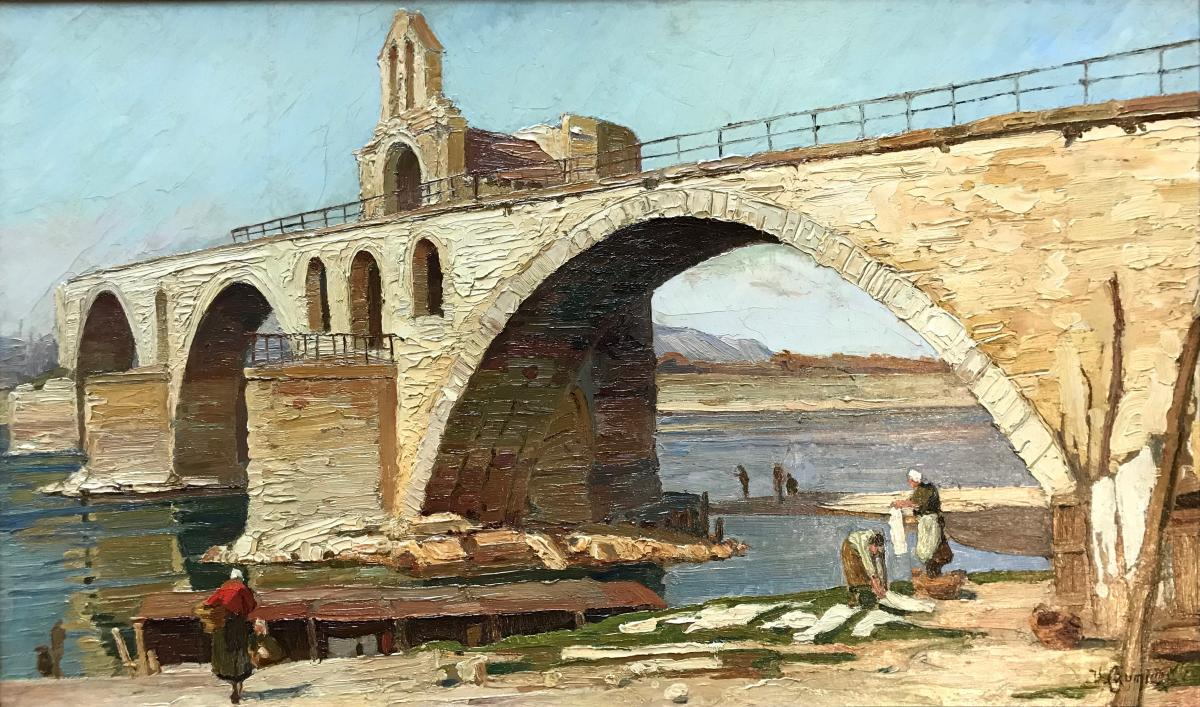
Gemälde von Victor Crumière: Pont Saint Benezet in Avignon

Einige seiner Werke sind im Musée Louis Vouland in Avignon ausgestellt.